# 装具療法
装具療法（そうぐりょうほう）とは、装具を用いて身体の運動機能を改善する治療法であり、整形外科分野における保存療法である。

## 概説
装具は疾患、外傷を負った患者に対し医師が処方、義肢装具士が製作する。医療保険制度上、疾患や外傷に対して患部の固定、免荷あるいは変形の矯正等治療を主目的とするものを「治療用装具」、治療後に残った障害に対して運動の補助、失われた機能の代償、変形の予防等日常生活での使用を主目的としたものを「更生用装具」と呼ぶ。

## 種類
装具は下記の部位別に装着部位別に分類される。
- 上肢装具
- 体幹装具
- 下肢装具
- 靴型装具
- 足底装具